# Salticus alegranzaensis
Salticus alegranzaensis là một loài nhện trong họ Salticidae.
Loài này thuộc chi Salticus. Salticus alegranzaensis được Jörg Wunderlich miêu tả năm 1995.